# 吉岡大翔
吉岡 大翔（よしおか ひろと、2004年5月18日 - ）は、日本の陸上競技選手。専門は長距離走。長野県長野市出身。佐久長聖高等学校卒業。男子5000m高校記録保持者。

## 経歴
全国高校駅伝に3度出場し、1年時は4区で区間賞を獲得。2年時は1区で区間2位、3年時には3区で日本人歴代最高記録の区間2位で走ったが、いずれも優勝は逃した。
都道府県対抗駅伝には中学時代に2度、高校時代に1度出場し、中学3年時には6区、高校3年時には5区で区間新記録を樹立した。
2023年10月9日に開催された第35回出雲駅伝では1区を走ったが区間10位と苦しい大学駅伝デビューになった。11月5日に行われた第55回全日本大学駅伝では3区を走ったが区間14位となり順位を8位から11位に落とした。翌年1月2日の第100回箱根駅伝では4区を区間8位のタイムで走り順位を二つ上げた。チームは往路はシード権内の10位でフィニッシュしたが復路で徐々に順位を落とし総合17位で4年ぶりにシード権を失った。
2024年10月19日に行われた第101回箱根駅伝予選会ではチーム内4番目となる個人98位でフィニッシュ。10位までが本戦の出場権を手に入れることができる中、最後の一枠の10位に入り、14年連続66回目の出場を決めた。11位の東京農業大学大学との差はわずか1秒だった。
2025年1月3日の第101回箱根駅伝では7区を走った。10位と1秒差の11位で襷を受けると序盤からハイペースで走り、区間2位の走りで8位まで浮上した。しかし、順天堂大学は10区で競り合いに敗れて総合11位となり、7秒差でシード権を逃した。
5月24日に行われた第57回全日本大学駅伝関東地区選考会では最終4組に出場し、組6位（日本人2位）の走りで2年ぶりの本戦出場に貢献した。

## 戦績

### 大学三大駅伝戦績
| 学年               | 出雲駅伝                     | 全日本大学駅伝               | 箱根駅伝                          |
| ------------------ | ---------------------------- | ---------------------------- | --------------------------------- |
| 1年生 （2023年度） | 第35回 1区-区間10位 24分03秒 | 第55回 3区-区間14位 34分52秒 | 第100回 4区-区間8位 1時間02分33秒 |
| 2年生 （2024年度） | 第36回 順天堂大学 不参加     | 第56回 順天堂大学 不参加     | 第101回 7区-区間2位 1時間02分21秒 |

## 記録
- 5000m - 13分22秒99（2022年11月13日：第300回日本体育大学長距離競技会）[2]
- 10000m - 28分22秒04（2025年5月24日：第57回全日本大学駅伝関東地区選考会）